# 王伟 (1976年1月)
王伟（1976年1月—），山东滨州人。男，汉族。中华人民共和国政治人物。1996年4月加入中国共产党，1997年8月参加工作。现任江苏省南京市江北新区党工委委员、管委会副主任。

## 生平
2016年11月，任共青团江苏省委书记、党组书记。2020年5月，任江苏省南京市江北新区党工委委员、管委会副主任。